# ジェフリー・ボーム
ジェフリー・ボーム（Jeffrey David Boam、1946年11月30日 - 2000年1月24日）は、アメリカ合衆国の脚本家。

## 来歴
ニューヨーク州ロチェスター出身。カリフォルニア州立大学サクラメント校で芸術を学んだ後、UCLA映画学校で演劇修士号を取得し、1973年に卒業。
1978年に脚本家デビュー、主に『インディ・ジョーンズ/最後の聖戦』や、『リーサル・ウェポン2・3』などの脚本で知られた。
2000年1月24日、心不全のため死去、53歳。

## 主な作品
- ストレート・タイム Straight Time (1978)
- デッドゾーン The Dead Zone (1983)
- インナースペース Innerspace (1987)
- ロストボーイ The Lost Boys (1987)
- ファニー・ファーム 勝手にユートピア Funny Farm (1988)
- インディ・ジョーンズ/最後の聖戦 Indiana Jones and the Last Crusade (1989)
- リーサル・ウェポン2/炎の約束 Lethal Weapon 2 (1989)
- リーサル・ウェポン3 Lethal Weapon 3 (1992)
- ブリスコ・カウンティJr./秘球の伝説 The Adventures Of Brisco County Jr. (1993-1994) テレビシリーズ、原案・製作総指揮も
- ハリウッド・ナイトメア「クリープ・コース」 Tales from the Crypt: Creep Course (1993) テレビドラマ、監督も
- ザ・ファントム The Phantom (1996)

## 関連人物
- カールトン・キューズ - ボームとパートナーシップを組んだ脚本家。ボームが『リーサル・ウェポン2/炎の約束』、『リーサル・ウェポン3』、『インディ・ジョーンズ/最後の聖戦』に参加した際に助けた[5]。